# POWER6
Il POWER6 è un microprocessore a 64 bit progettato da IBM e successore del POWER5. Il processore è conosciuto anche come progetto eClipz. Uno dei maggiori obiettivi del progetto è portare i server non x86 su un'architettura comune. Il termine ipz è l'acronimo di iSeries, pSeries e zSeries.
Il POWER6 venne annunciato alla IEEE International Solid-State Circuits Conference del febbraio 2006 e informazioni aggiuntive furono fornite durante il Microprocessor Forum nell'ottobre 2006. La presentazione ufficiale del processore è avvenuta il 21 maggio 2007. Mentre nell'ottobre del 2007 sono stati presentati da IBM i primi server basati sul processore.

## Descrizione
Il POWER6 utilizza 750 milioni di transistor e ha un die di 341 mm² con il processo a 65 nm. Il processore ha una frequenza operativa di 3.5 GHz, 4.2 GHz, 4.7 GHz e 5 GHz. IBM ha affermato di essere arrivata con un esemplare da laboratorio a 6 GHz. I primi esemplari sono stati prodotti nel 2005 ma i prodotti definitivi sono stati presentati nel 2007.
Dr Frank Soltis, il progettista capo di IBM ha affermato che la società è riuscita a risolvere il problema delle correnti di leakage alle alte frequenze grazie all'utilizzo combinato della tecnologia a 65 e 90 nanometri durante lo sviluppo del processore.
Il processore è un progetto dual core e dispone di 128 KB di cache di primo livello (64 KB per le istruzioni e 64 KB per i dati) associativa a otto vie, con un progetto a due pipeline indipendenti per la lettura di due dati o la scrittura di uno solo nello stesso ciclo di clock. Ogni core ha 4 MB di cache di secondo livello semicondivisa, ovvero ogni core ha una propria cache L2 ma tutti i core possono accedere alla cache degli altri tramite un bus veloce. I due core condividono una cache di terzo livello di 36 MB su un secondo chip, collegata al processore tramite un bus a 80 GB/s. Internamente il processore ha un bus da 300 GB/s tra processori e cache interna.
Ogni core ha due unità aritmetiche per i numeri interi, due unità per i numeri in virgola mobile ed è in grado di gestire il SMT a due vie. L'unità in virgola mobile include buona parte della microarchitettura del processore come la pipeline 13-FO4 Il POWER6 inoltre gestisce la matematica in modalità decimale, gestisce cinquanta nuove istruzioni in virgola mobile per la matematica decimale e per la conversioni da binario a decimale. La gestione dei numeri decimali è una caratteristica dei sistemi ZSeries e quindi il POWER6 doveva gestire questa aritmetica per poter aver successo nella missione iClipz.
Il POWER6 è dotato di un'unità AltiVec.
Il processore utilizza un sistema di correzione del duty-cycle del clock a 5 GHz, la rete di distribuzione del clock è in rame ed è composta da un canale a 3 µm ed uno a 1,2 µm. Il processore utilizza un'alimentazione duale a 0,8 e 1,2 Volt per definire lo zero logico e l'uno logico. L'alimentazione della SRAM è di circa 150 mV maggiore.. La dissipazione termica è paragonabile a quella del POWER5.
Il POWER6 può essere collegato a 31 altri processori tramite due collegamenti da 50 GB/s e gestisce fino a 1024 partizioni virtuali.

## Prestazioni
Secondo IBM il processore ha raggiunto, nel test SPECfp2006, i 22.3 Gigaflops: esso quindi, secondo i dati IBM, risulta essere tre volte più potente del miglior processore Itanium disponibile al momento dei test. Anche nei test TCP-C, SPECjbb2005 e SPECint2006, il processore ha stabilito nuovi record.